# Frederick Jacobi
Frederick Jacobi (San Francisco, 1891 – New York, 1952) è stato un musicista statunitense.
Allievo di Ernest Bloch, insegnò dal 1950 alla Juilliard School. A lui si devono pregiati lavori per orchestra ( The pied piper, 1915; A California suite, 1917;Indian dances, 1928), ma è ricordato essenzialmente per l'opera The prodigal son  (1943).